# 振老駅

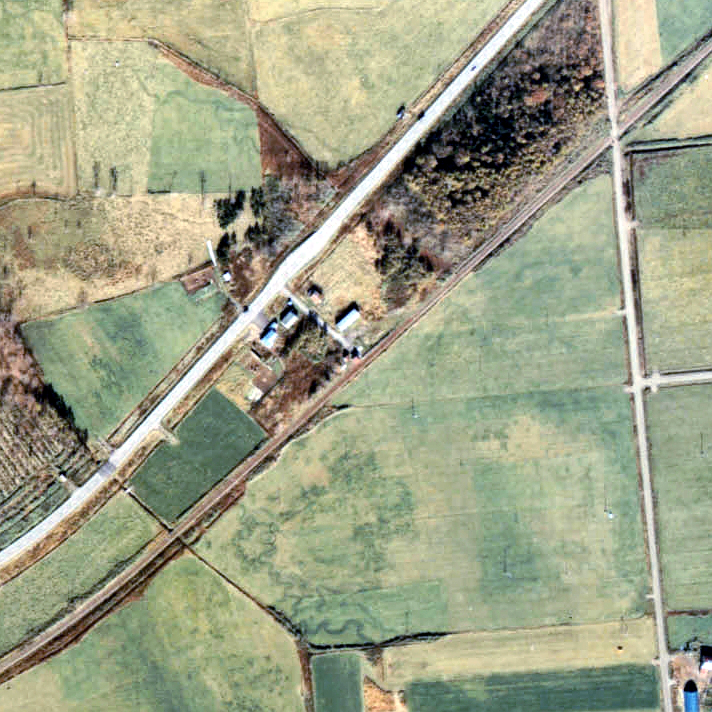
1977年の振老駅と周囲約500m範囲。右上が幌延方面。単式ホーム1面1線で、ホームが幌延側にずれて設置されている。駅舎は既に簡易型に置き換わっている。

振老駅（ふらおいえき）は、かつて北海道天塩郡天塩町字下サロベツに設置されていた、日本国有鉄道羽幌線の駅（廃駅）である。電報略号はフラ。事務管理コードは▲121630。
一部の普通列車は通過した（1986年（昭和61年）11月1日改定の時刻（廃止時の時刻表）で上下各1本（急行「はぼろ」後継の主要駅停車列車）。

## 歴史
- 1935年（昭和10年）6月30日：鉄道省天塩線の幌延駅 - 天塩駅間開通に伴い、一般駅として新設[1]。
- 1949年（昭和24年）6月1日：公共企業体である日本国有鉄道に移管。
- 1958年（昭和33年）10月18日：天塩線を羽幌線に編入して羽幌線が全通、それに伴い同線の駅となる。
- 1963年（昭和38年）2月10日：公衆電報の取り扱い廃止[4]。
- 1965年（昭和40年）4月1日：駅業務を民間委託[4]。
- 1970年（昭和45年）9月7日：貨物・荷物の取り扱いを廃止し[1][5]、同時に無人駅化[6]。
- 1987年（昭和62年）3月30日：羽幌線の全線廃止に伴い、廃駅となる[1]。

### 駅名の由来
所在地名より。アイヌ語に由来するが諸説あり、「フラウェンイ（hura-wen-i）」（臭い・よくない・所[＝川]）や、「フラオイ（hura-oi）」（臭い・ある（・川））などの説が紹介されている。

## 駅構造
廃止時点で、1面1線の単式ホームを有する地上駅であった。ホームは、線路の北側（幌延方面に向かって左側）に存在した。
無人駅となっており、有人駅時代の駅舎は改築され、力昼駅や更岸駅、北川口駅とほぼ同型のカプセル駅舎となっていた。駅舎は構内の西側に位置し、ホーム南側とを結ぶ通路で連絡した。

## 駅周辺
- 国道232号（天売国道/日本海オロロンライン）
- 天塩川

## 駅跡
2001年（平成13年）時点で、かつての駅構内の施設、及び線路は全て撤去されている。2010年（平成22年）時点でも同様であった。空き地になっている。
また、2011年（平成23年）時点で駅跡附近の沢に掛かっていた橋梁の、鉄骨製の桁が残存している。

## 隣の駅
日本国有鉄道
羽幌線
北川口駅 - 振老駅 - <作返仮乗降場> - 幌延駅
かつて北川口駅と当駅との間に西振老仮乗降場（にしふらおいかりじょうこうじょう）が存在した（1956年（昭和31年）5月1日開業、1970年（昭和45年）9月7日廃止）。